# SoftServe
SoftServe Inc. е водеща компания за технологични решения, специализирана в предоставянето на консултантски услуги и разработването на софтуер.
Трансформира начина, по който многото нейни клиенти, като Fortune 500, стартиращи фирми и независими доставчици на софтуер (ISV), правят бизнес чрез технологии, свързани с Big Data, IoT, Cloud, DevOps, дигитална търговия, дигитална сигурност и потребителски ориентиран дизайн. Със седалищата си в САЩ, Остин, Тексас и в Европа, Лвов, Украйна, компанията има повече от 5000 служители в офиси на двата континента.[4] [5] Тя е една от най-големите софтуерни разработчици в Централна и Източна Европа и най-голямата аутсорсинг IT компания в Украйна. Българският офис е открит през 2014 г. в гр. София. През 2018 г. в него работят над 120 души.

## История
SoftServe е основана през 1993 г. в Лвов, Украйна. Двама възпитаници на Националния университет по политехника в Лвов стартират компанията като фирма за разработка на софтуер със седалище в Лвов. Първоначално компанията е подпомогната от учебния център на Политехнически институт Ранселар като първия ѝ по-голям клиент е Дженерал Илектрик. Компанията открива първия си офис в САЩ през 2000 г. SoftServe допринася за разработването на услугата Microsoft Bird's Eye[3] през 2004 г. Тя използва същата концепция, която по-късно е възприета от Google за Google Street View. За работата си по проекта SoftServe е поканена на годишната конференция на Microsoft, където проектът е посочен като пример за бизнес приложения, които могат да бъдат разработвани от технологични корпорации.
През 2006 г. SoftServe основава „Университет SoftServe“, който се превръща в нейната корпоративна програма за обучение за усъвършенстване уменията на програмисти и преквалификацията на специалисти. Университетът се намира в Украйна и също така предлага на своите служители, които завършват обучението, международни сертификати за IT специалисти. С откриването му SoftServe става първата компания, която създава корпоративен университет в Украйна.
През 2008 г. SoftServe открива офиса си в САЩ, Форт Майърс, Флорида и започва да провежда годишни конференции.
SoftServe премества офиса си от Флорида в Остин, Тексас през 2014 г. От 2013 г. компанията работи от офис извън Остин и официално през 2014 г. се премества в One Congress Plaza. През същата година SoftServe открива офиси и развойни центрове в Лондон, Амстердам, София, Вроцлав и Стокхолм. Отново през 2014 г. придобива и технологичната амстердамска фирма Initium Consulting Group BV. Фирмата е основана през 2012 г. и работи основно в сферата на здравеопазването и частното дялово финансиране. SoftServe придобива и европейската IT компания UGE UkrGermanEnterprise GmbH и открива нов европейски централен офис в Лвов, Украйна. Освен това организира в Сан Франциско, Калифорния съвместна среща на украински IT специалисти и служители на украинското консулство за обсъждане на въпроси, свързани с решения и действия на страната по отношение на геополитическата ситуация на Украйна. През януари 2017 г. SoftServe придобива полската компания Coders Center, базирана във Вроцлав, за сума в порядъка на 1,5 и 3 милиона щатски долара.

## Продукти и услуги
SoftServe е компания за разработка на софтуерни приложения и консултантски услуги, сред които софтуерна оптимизация, софтуер като услуга (SaaS), облачни услуги, мобилни технологии, UI/UX, анализ на уеб статистика и решения в сферата на сигурността. Компанията работи основно в сферата на здравеопазването, търговията на дребно, технологиите и автомобилните пазари.

## Награди и отличия
От 2004 г. SoftServe е член на Microsoft Partner Network и е световен финалист в наградите „Партньор на Microsoft“ за 2006 и 2007 г. Компанията е отличена със същата награда през 2008 и 2009 г. за Централна и Източна Европа. SoftServe продължава да получава признание от MicroSoft, включително от MicroSoft Украйна през 2012 г. за „Партньор на годината“ за иновации в моделирането на големи данни в бизнеса и финансите (Business Analytics).
Компанията е спечелила допълнителни награди в редица отрасли и е включена в списъка на „100-те световни аутсорсинг компании“ през 2010 г., 2011 г., 2013 г., 2014 г., 2015 г., 2016 г. и 2017 г.
През 2017 г. на WebIt Festival Europe приложението на SoftServe, BioLock беше определено като „Най-иновативното мобилно приложение“ за България. Освен това, SoftServe получава и наградата за иновации на церемонията Forbes Evolution за България през 2017 г. През същата година, SoftServe България спечели второто място в категория „Софтуерна компания на годината“ в наградите за иновации, технологии и сорсинг на Българската аутсорсинг асоциация.
През 2019 г. компанията в България е отличена с две първи места от B2B Media, Employer Branding Awards. Генералният директор на компанията, г-н Андон Симеонов, бива отличен в категория „Лидер на годината, работодателска марка“ („Employer brand leader of the year“), а другото първо място е в категория „Работодателско видео“ („Employer branding video“).